# 草間の間歇冷泉

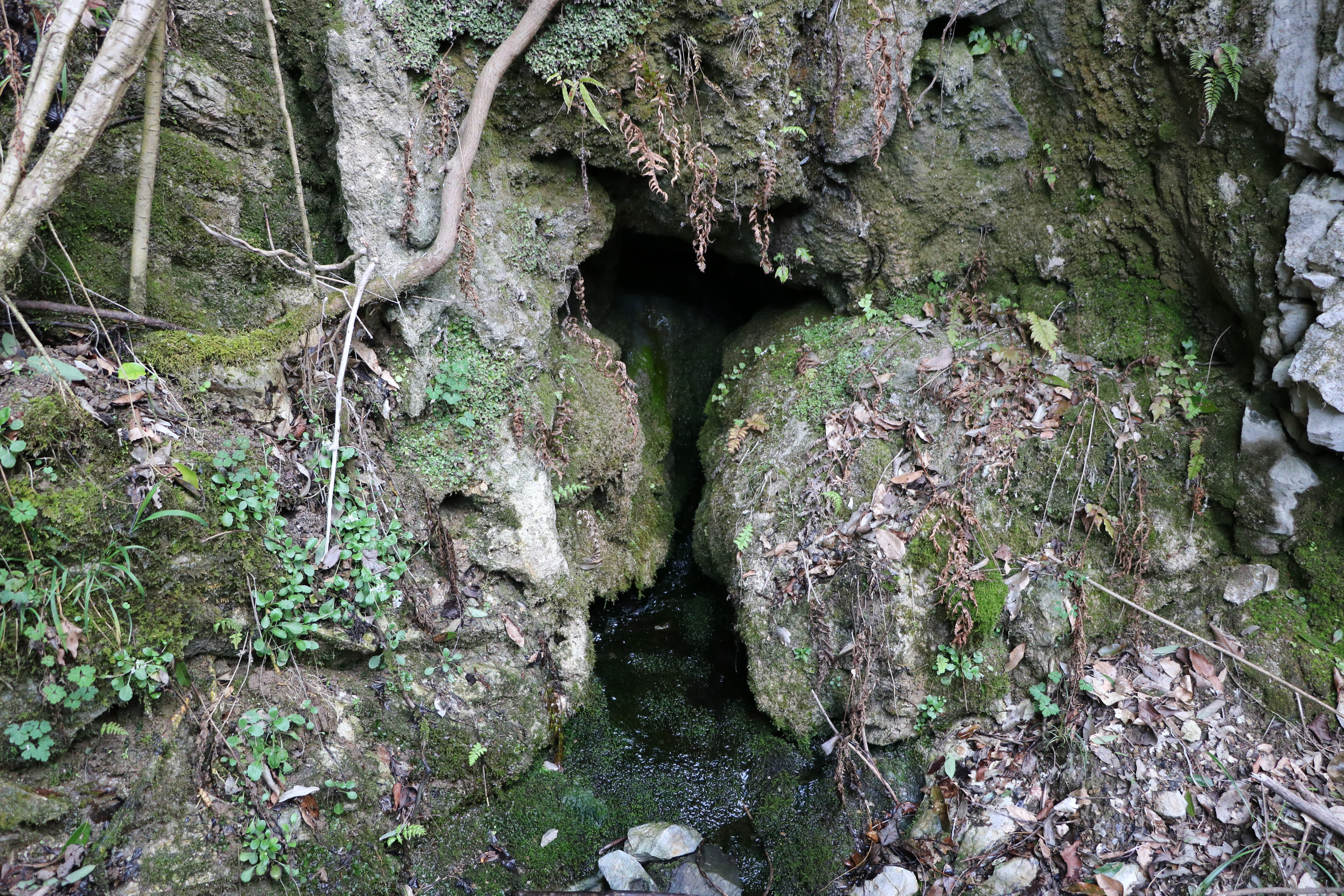
草間の間歇冷泉。2021年3月25日撮影。

草間の間歇冷泉（くさまのかんけつれいせん）は、岡山県新見市草間にあるカルスト地形由来の冷泉である。国指定の天然記念物（1930年（昭和5年）指定）。

## 概説
高梁川の支流、佐伏川の右岸にある石灰岩の岩壁下にある小穴から湧き出る冷泉で、地元では潮滝と呼ばれている。降雨の少ない時期には通常ほとんど涸れているが、4時間から10時間（降雨の状況によって変化）の周期で地下水が突然に流出を始め、約9分後に毎秒約10ℓの最大流量に達する。その後は次第に流量を減じ、約50分で元に戻る。
雨の多い時期には2.5~3.5時間の周期となるが、激しい湧き出しが終わった後も次の湧き出しまで毎秒1~2ℓの流出がつづく。雨が非常に多いときには間歇性が数日間にわたって見られなくなり、毎秒4ℓ程度以上の地下水の流出が続く。
地下水の総流出量は約13m3で、水温は約12℃である。石灰岩中の相当奥に小空洞があり、地下水が一定量溜まると、サイフォンの原理によって流出すると考えられている。
なお間歇泉（狭義）は熱水あるいはガスを多量に含んだ温水が突沸的に湧く型のものを、間歇冷泉はサイフォン構造によって地下水が湧くものを呼ぶもので、両者は湧出のメカニズムがまったく異なる。間歇冷泉は他に国内に4ヶ所（福井県越前市の時水、広島県庄原市の弘法の一杯水、福岡県北九州市の満干の潮、熊本県球磨村の息の水）があるが、弘法の一杯水は1972年（昭和47年）以降活動を休止している。草間の間歇冷泉はこれらの内で最も間歇の定期性が強く、教科書的なサイフォン構造を有しているものと考えられている。